# مارک فیلدس
مارک فیلدس (به انگلیسی: Mark Fields) (زاده ۲۴ ژانویه ۱۹۶۱) کارآفرین و مدیر ارشد اجرایی آمریکایی است و به‌عنوان مدیر عامل اجرایی شرکت فورد فعالیت می‌کرد.
وی ۱ ژوئیه ۲۰۱۴ جایگزین آلن مولالی شد و پیش از آن، مدیرعامل شرکت مزدا بود.